# Paramycodrosophila takadai
Paramycodrosophila takadai är en tvåvingeart som beskrevs av Addison Wynn 1990. Paramycodrosophila takadai ingår i släktet Paramycodrosophila och familjen daggflugor.
Artens utbredningsområde är Myanmar. Inga underarter finns listade i Catalogue of Life.